# ライン諸島

図で最も右にある赤部分がライン諸島

ライン諸島（ラインしょとう、英語: Line Islands）は、ハワイ諸島の南の中部太平洋にある、大部分が環礁からなる諸島である。
キリバスの独立によって、アメリカ合衆国の海外領土である3つの島（キングマン・リーフ、パルミラ環礁、ジャーヴィス島）を除いたすべての島がキリバス領となった。キリバスの最東端に位置する。
ライン諸島のタイムゾーンは、キリバスに属する地域では UTC+14 であり、時間はハワイと同じではあるが、日付は1日進んでいる。一方アメリカ合衆国の海外領土ではUTC-11（サモア標準時）が採用されている。

## 島の一覧
| 環礁/島/暗礁                    | 領域(km2) | 領域(km2)         | 人口  | 位置                                                    | 所属                                      |
| 環礁/島/暗礁                    | 島        | ラグーン （礁湖） | 人口  | 位置                                                    | 所属                                      |
| ------------------------------- | --------- | ----------------- | ----- | ------------------------------------------------------- | ----------------------------------------- |
| 北ライン諸島 (Fanning's Group)  |           |                   |       |                                                         |                                           |
| キングマン・リーフ              | 0.01      | 60                | 0     | 北緯6度24分 西経162度24分 / 北緯6.400度 西経162.400度   | アメリカ合衆国 （未編入領域）             |
| パルミラ環礁                    | 3.9       | 8                 | 4     | 北緯5度52分 西経162度6分 / 北緯5.867度 西経162.100度    | アメリカ合衆国 （編入領域）               |
| テライナ島 (ワシントン島)       | 9.55      | 2*                | 1,155 | 北緯4度43分 西経160度24分 / 北緯4.717度 西経160.400度   | キリバス                                  |
| タブアエラン島 (ファニング島)   | 33.73     | 110               | 2,539 | 北緯3度52分 西経159度22分 / 北緯3.867度 西経159.367度   | キリバス                                  |
| キリスィマスィ島 (クリスマス島) | 388.39    | 217.61            | 5,115 | 北緯1度53分 西経157度24分 / 北緯1.883度 西経157.400度   | キリバス                                  |
| 中央ライン諸島                  |           |                   |       |                                                         |                                           |
| ジャーヴィス島                  | 5         | -                 | 0     | 南緯0度22分 西経160度03分 / 南緯0.367度 西経160.050度   | アメリカ合衆国 （未編入領域）             |
| マルデン島                      | 39.3      | 13*               | 0     | 南緯4度01分 西経154度59分 / 南緯4.017度 西経154.983度   | キリバス                                  |
| フィリッポ・リーフ              | -         | 1.5               | 0     | 南緯5度30分 西経151度50分 / 南緯5.500度 西経151.833度   | EEZ外。実在しない疑存島と考えられている。 |
| スターバック島                  | 16.2      | 4*                | 0     | 南緯5度37分 西経155度56分 / 南緯5.617度 西経155.933度   | キリバス                                  |
| 南ライン諸島                    |           |                   |       |                                                         |                                           |
| カロリン島                      | 3.76      | 6.3               | 0     | 南緯9度57分 西経150度13分 / 南緯9.950度 西経150.217度   | キリバス                                  |
| ヴォストック島                  | 0.24      | -                 | 0     | 南緯10度06分 西経152度25分 / 南緯10.100度 西経152.417度 | キリバス                                  |
| フリント島                      | 3.2       | 0.01*             | 0     | 南緯11度26分 西経151度48分 / 南緯11.433度 西経151.800度 | キリバス                                  |
| ライン諸島                      | 503.28    | 422.42            | 8,813 |                                                         |                                           |

- アスタリスク(*)が付いた礁湖は陸地に完全に包含され海から分離している

キリスィマスィ島は世界最大（周囲約150 km）かつ太平洋で最も古い環礁であり、1777年にジェームズ・クックが発見した。1888年、イギリスがタブアエランに海底ケーブルの中継局をつくるため領有した。このケーブルは1902年から1963年まで、1914年にドイツ海軍によって切断されたときを除き機能していた。